# Alfons Amade
Alfons Amade (Heidelberg, 12 november 1999) is een Duits voetballer, die doorgaans speelt als rechtervleugelverdediger. Amade stroomde, vanuit de jeugd, in de zomer van 2018 door naar het eerste elftal van TSG 1899 Hoffenheim. 

## Clubcarrière
Amade startte zijn loopbaan bij de jeugd van SSV Vogelstang  en SV Waldhof Mannheim. In 2010 werd hij overgenomen door de jeugd van TSG 1899 Hoffenheim. Op 2 maart 2019 maakte hij zijn debuut in de Bundesliga. Acht minuten voor tijd kwam hij Nadiem Amiri vervangen in de uitwedstrijd tegen Eintracht Frankfurt. De wedstrijd werd met 3–2 verloren.

## Clubstatistieken
| Seizoen | Club                | Competitie | Competitie | Competitie | Beker | Beker | Internationaal | Internationaal | Totaal | Totaal |
| Seizoen | Club                | Competitie | Wed.       | Dlp.       | Wed.  | Dlp.  | Wed.           | Dlp.           | Wed.   | Dlp.   |
| ------- | ------------------- | ---------- | ---------- | ---------- | ----- | ----- | -------------- | -------------- | ------ | ------ |
| 2018/19 | TSG 1899 Hoffenheim | Bundesliga | 1          | 0          | 0     | 0     | —              | —              | 1      | 0      |
| Totaal  | Totaal              | Totaal     | 1          | 0          | 0     | 0     | 0              | 0              | 1      | 0      |

Bijgewerkt op 9 april 2019.

## Interlandcarrière
Amade doorliep verschillende Duitse jeugdploegen. 